# Amtsgericht Albstadt
Das Amtsgericht Albstadt ist ein Gericht der ordentlichen Gerichtsbarkeit und eines von vier Amtsgerichten im Bezirk des Landgerichts Hechingen.

## Gerichtssitz und -bezirk
Das Gericht hat seinen Sitz in Albstadt unter der Adresse Gartenstraße 17. Der Gerichtsbezirk umfasst gemäß Anlage Nr. 4 des baden-württembergischen Gerichtsorganisationsgesetzes die Gemeinden Albstadt, Bitz, Meßstetten, Nusplingen, Obernheim, Straßberg und Winterlingen.

## Übergeordnete Gerichte
Das Amtsgericht Albstadt ist Eingangsgericht. Ihm übergeordnet ist das Landgericht Hechingen sowie im weiteren Instanzenzug das Oberlandesgericht Stuttgart und der Bundesgerichtshof.